# 양산 통도사 영산전 벽화
양산 통도사 영산전 벽화(梁山 通度寺 靈山殿 壁畵)는 대한민국 경상남도 양산시, 통도사에 있는 조선시대의 벽화이다. 2011년 4월 29일 대한민국의 보물 제1711호로 지정되었다.

## 개요
영산전 벽화는 벽체와 포벽은 물론 내목도리 윗벽과 대량ㆍ창방 등 내ㆍ외부 전체에 고루 그려져 있으며, 그 내용 또한 매우 다양하게 구성되어 조선후기 사찰벽화의 백미라 할 수 있다. 
외벽에는 총 17점의 벽화가 남아 있으나 현재 훼손이 심한 편해 윤곽이 뚜렷하게 드러나지는 않는다. 그러나 내부는 총 52면의 벽면에 벽화가 조성된 것을 알 수 있다. 하지만 서벽에 묘사된 『묘법연화경』 ｢견보탑품｣의 내용은 3면으로 분할되어 있으나 하나의 내용을 표현한 것이므로 한 장면으로 볼 경우 총 50장면의 벽화가 도상화되어 있다. 
이 가운데 『묘법연화경』 ｢견보탑품｣의 내용과 불상 뒷벽의 상단에 그려진 운룡도를 제외하면 가장 많은 내용을 차지하는 것은 48면에 그려진 『석씨원류응화사적』의 내용을 표현한 벽화들이다. 이들 내부 벽화들은 『영산전천왕문양중창겸단확기문(靈山殿天王門兩重創兼丹雘記文)』의 현판을 토대로 살펴보면, 1715년에 총안(聰眼) 외 14명의 화사들이 그린 것으로 보인다. 1792년에 영산전의 단청을 중수한 기록이 남아있으나 내부 벽화들에서는 개채나 보수 흔적을 살필 수 없고, 훼손 시 떨어져 나온 벽화 층을 살펴봐도 동일한 1개의 안료층을 보이기 때문에 1714년부터 1716년까지 3년간 새로 영산전 건물을 중창할 당시에 조성한 것으로 판단된다.
내벽에서 가장 많은 내용을 담고 있는 것은 총 48면으로 이루어진 『석씨원류응화사적』 벽화이다. 이들 48점은 내부 운룡도를 제외한 동벽과 남ㆍ북 벽의 포벽 및 내목도리 윗벽, 견보탑품도와 협시청중도(脇侍聽衆圖) 2점을 제외한 서벽의 일부에 묘사되었다. 동벽의 경우 불상과 후불도, 운룡도가 있는 중심벽면을 제외한 좌우 4면의 공간에 묘사되었다. 남벽과 북벽의 경우에는 포작의 수에 따라 만들어진 포벽의 상ㆍ하단에 그려져 있는데 남벽에는 상 12점, 하 12점, 북벽에는 상 9점, 하 9점으로 남ㆍ북 벽면 모두 총 42점의 벽화가 있다. 서벽에는 『묘법연화경』 ｢견보탑품｣의 내용이 담긴 중심벽면과 권속들을 그린 좌우 하단의 벽면을 제외한 상단의 장방형 벽면 2면에 『석씨원류응화사적』의 이야기가 그려져 있다. 
주제별로는 내목도리 윗벽의 대부분이 『석씨원류응화사적』의 1ㆍ2권에 나오는 석가모니의 행적들이 그려졌으며, 동ㆍ서측의 하단면을 제외한 남ㆍ북측의 하단에는 3권에 나오는 고승들의 사적들을 묘사하였다. 
우선 <법화경 견보탑품>벽화는 석가여래가 영취산에서 설법할 때 다보여래의 탑이 땅에서 솟아나 설법을 찬탄하니 그 탑안으로 석가여래가 들어가 다보여래와 같이 앉았다는 『묘법연화경』제11품 「견보탑품」의 내용을 장엄하게 묘사한 국내 유일의 <견보탑품>벽화이다. 특히 세밀한 인물표현, 유려한 필선, 안정된 구도, 부드럽고 장엄한 색조 등에서도 뛰어난 화격을 보여준다.   
<석씨원류응화사적벽화>는 영산전 내부 동서남북의 상벽과 포벽에 그려졌다. 상벽의 직사각형 화면에 그려진 25장면의 벽화는 모두 석가모니불과 관련된 것들이고, 이에 대응되게 그려진 하단의 凸자형 포벽에 그려진 벽화는 주로 고승들의 행적과 관련된 것들이다. 이러한 수직적인 배치는 붓다와 제자간의 위계를 고려한 배치로 여겨진다. 필선, 인물의 묘사, 채색 등 화풍에서 <견보탑품도>와 동일시기에 그려진 것으로 생각된다. 
영산전 내벽에 그려진 <법화경 견보탑품>벽화는 국내유일의 견보탑품 벽화라는데 그 가치를 높게 평가할 수 있다. <석씨원류응화사적> 벽화 역시 조선후기 팔상도에 포함된 <석씨원류응화사적> 목판의 설화내용 보다 비교적 풍부한 내용을 담고 있어 <팔상도>의 부족한 도해 내용을 보완해 주고 있다는 데서 큰 의의가 있다. 또한 화면마다 화제를 남기고 있어 벽화의 도상 이해 제고에 자료적 가치를 더 해준다. 
영산전 벽화는 화풍에서도 밝고 부드러운 중간 색조를 사용한 점이나 단아하고 세밀한 인물묘사, 끊김 없이 처리한 유려한 필선, 안정된 구도 등에서 17세기 초반의 불화들과 비교된다. 또한 영산전 내부벽화는 1716년에 쓰여진「영산전천왕문양중창겸단확기문」이나 여타 중창관련 자료들을 통해서도, 1713년 화재로 영산전이 소실된 이후 1714년부터 1716년에 걸쳐 이루어진 일련의 중창불사 과정에서 이 벽화도 그려졌을 것으로 보인다. 
이 벽화는 분명한 소의경전과 예술적 작품성, 종교적 감수성, 시대성 등을 두루 갖춘 18세기 초 벽화의 기준자료이자 이 시기 벽화를 대표할 수 있는 작품이다.

## 같이 보기
- 양산 통도사 - 경상남도 기념물 제289호
- 양산 통도사 영산전 - 보물 제1826호
- 양산 통도사 영산전 팔상도 - 보물 제1041호

## 참고 자료
- 양산 통도사 영산전 벽화 - 국가유산청 국가유산포털